# Los Órganos, San Andrés Tuxtla
Los Órganos är en ort i Mexiko.   Den ligger i kommunen San Andrés Tuxtla och delstaten Veracruz, i den sydöstra delen av landet, 400 km öster om huvudstaden Mexico City. Los Órganos ligger 207 meter över havet och antalet invånare är 284.
Terrängen runt Los Órganos är kuperad åt sydväst, men åt nordost är den platt. Havet är nära Los Órganos åt nordost. Runt Los Órganos är det ganska tätbefolkat, med 139 invånare per kvadratkilometer. Närmaste större samhälle är Salinas Roca Partida, 10,6 km nordväst om Los Órganos. Omgivningarna runt Los Órganos är en mosaik av jordbruksmark och naturlig växtlighet.